# Tham bun
Tham Bun (Thai: ทำบุญ) ist ein traditionelles Konzept zum Erwerb religiöser Verdienste im thailändischen und laotischen Theravada-Buddhismus, das in der buddhistischen Karma-Lehre begründet ist.

## Worterklärung
Der Begriff bun (Thai บุญ, im englischen Sprachgebrauch meist als „merit“ übersetzt) ist die thailändische Übersetzung von puñña, einem Begriff aus der Pali-Sprache (entsprechend Sanskrit puṇya). Im Buddhistischen Wörterbuch des deutschen Mönchs Nyanatiloka steht puñña für ‚verdienstvoll‘. Das thailändische Wort tham (ทำ) bedeutet „tun“ oder „machen“, bun ist die thailändisierte Aussprache von puñña. Tham bun bedeutet ‚Verdienste tun‘ (entsprechend Pali puñña-kiriya-vatthu, kiriya tun, vatthu Gegenstand).

## Verdienste
Zum Erwerb dieser religiösen Verdienste gibt es viele verschiedene Möglichkeiten. Bhikkhu Khantipalo beschreibt in Buddhism explained zehn Lehrsätze, wie sie in Thailand auch an Schulen gelehrt werden:
- Geben (dana)
- Tugendhaftes Leben (sila)
- Meditation (bhavana)
- Ehrerbietung (apacayana)
- Hilfsbereitschaft (veyyavacca)
- Verdienste teilen: Eigene Verdiensten anderen widmen (patti-dana)
- Sich erfreuen an den Verdiensten anderer (pattanumodana)
- Anhören von Dhamma-Vorträgen (dhammassavana)
- Dhamma lehren und erklären (dhammadesana)
- Entzerren seiner eigenen Ansichten (ditthujukamma)

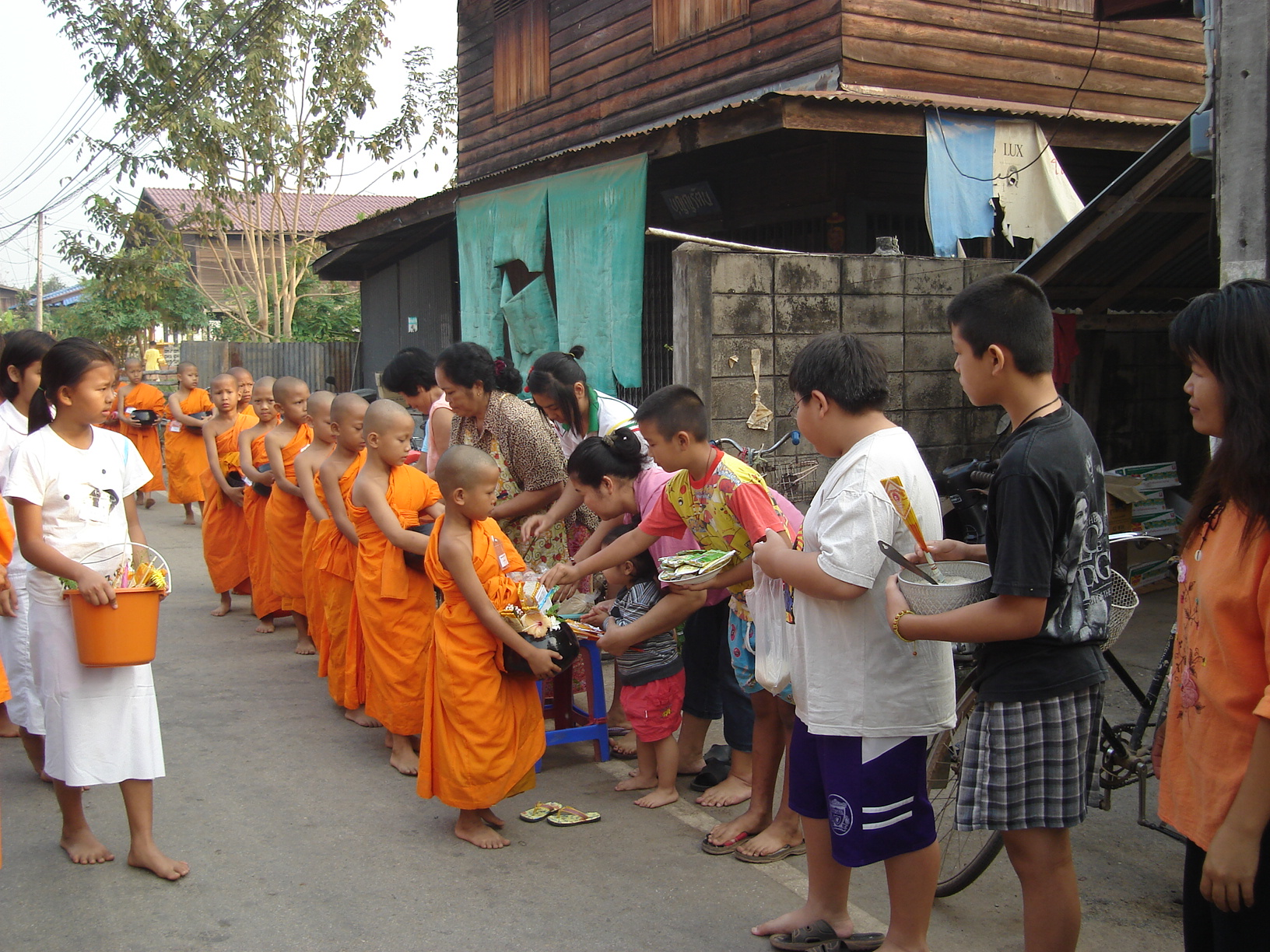
Tham bun: Essensspende an Novizen in Uttaradit

Auch in den Anguttara-Nikaya sind sowohl im „Vierer-Buch“ (Catukka-Nipata) als auch im „Achter-Buch“ (Atthaka-Nipata) mehrere Möglichkeiten beschrieben, „Ströme des Verdienstes“ zu erwerben: beispielsweise den Mönchen Kleidung zu spenden, sie täglich mit Essen zu versorgen, ihnen ein Dach über dem Kopf zur Verfügung zu stellen oder sie mit Medikamenten zu versorgen.
In Thailand ist tham bun untrennbar mit dem täglichen Leben verwoben, sei es die tägliche Essens-Spende noch vor Sonnenaufgang an die Mönche, Anhören von Rezitationen der Sutras durch Mönche oder Geldspenden an Tempel. Zu Familienereignissen, wie Geburten, Hochzeiten oder Todesfällen, gehen die Familien in den nahe gelegenen Tempel, um gemeinsam zu feiern oder zu trauern, auch kommen die Mönche zu Hausfeiern und beten gemeinsam mit den Gläubigen, erhalten Essen und Geschenke und segnen die Anwesenden und das Haus der Familie. Durch die Ordination zum Mönch erwirbt der thailändische Buddhist die meisten Verdienste. Deshalb geht fast jeder Thailänder wenigstens einmal im Leben für mindestens eine Woche – meist aber länger – in ein buddhistisches Kloster. Traditionell werden die hierdurch angesammelten Verdienste den weiblichen Mitgliedern der eigenen Familie, der Mutter oder Großmutter, gewidmet, da es Frauen in Thailand verwehrt ist, Nonne zu werden.
Der tiefere Sinn hinter tham bun ist es, durch rechtschaffene Aktionen das eigene Ego, Geiz, Überheblichkeit, Ich-Bezogenheit zu überwinden. In Thailand gibt es den Begriff im bun (อิ่มบุญ), wobei im „satt“ oder „gesättigt“ bedeutet. Der Begriff im bun besagt, nach einem tham bun voller Glück und Freude zu sein. Dadurch äußert sich die Reichhaltigkeit einer buddhistischen Kultur, die Menschen aus allen Lebensbereichen dazu anhalten kann, die eigene Selbstsucht zu überwinden.

## Statistiken
Gemäß einer Untersuchung des Kasikorn Research Centers (ศูนย์วิจัยกสิกรไทย) einer Abteilung der Kasikorn Bank, aus dem Jahr 2005 gaben die Thailänder pro Jahr 3,3 Billionen Baht für Geld-Spenden sowie den Kauf von Sachspenden an Mönche aus. Während in der Metropolregion Bangkok pro Person etwa 1512 Baht im Jahr ausgegeben werden, spendet der durchschnittliche Thai aus dem Nordosten des Landes (Isan) „nur“ etwa 460 Baht im Jahr.
Das Forschungszentrum merkt zusätzlich an, dass die Thailänder hauptsächlich an den wichtigen buddhistischen Feiertagen spenden, bei Familienfeiern (Jubiläum, Kremation, …) aber auch zu anderen Festlichkeiten. Junge Menschen gaben in der Untersuchung an, nur an den buddhistischen Feiertagen zu spenden. Neben Geldspenden werden Gebete, Meditation und das Anhören von Mönchspredigten (fang thet, ฟังเทศน์) als religiöse Aktivitäten bevorzugt, man erhofft sich daraus, innere Ruhe zu erlangen, um den täglichen Stress besser bewältigen zu können.